# Clemens Scheitz
Clemens Scheitz (* 2. September 1899 in München; † 24. Oktober 1980 ebenda) war ein deutscher Musiker und Schauspieler. Nachdem er jahrzehntelang als Pianist gearbeitet hatte, wurde er ab 1974 durch die Mitwirkung an vier Filmen von Werner Herzog, darunter Stroszek und Nosferatu – Phantom der Nacht, bekannt.

## Leben und Karriere

### Musik und Film
Clemens Scheitz kam 1899 in München zur Welt. Sein Vater war Schneider, die Mutter starb, als er 16 Jahre alt war. Weil ihm die finanziellen Mittel für den Besuch eines Konservatoriums fehlten, erlernte er das Klavierspiel autodidaktisch. Im Alter von 20 Jahren gab er im Münchner Hotel Vier Jahreszeiten sein erstes Konzert. Nachdem er als Junge Ludwig Wüllner beim Rezitieren erlebt hatte, begann er selbst, Gedichte und Balladen von Goethe, Schiller und Uhland zu rezitieren. 1923 bekleidete er laut eigenen Angaben kleine Rollen im Stummfilm Der Regattafürst von Adolf Wenter sowie in einem russischen Film. Aufgrund der schlechten Wirtschaftslage bekam er danach keine Schauspielengagements mehr. In den folgenden Jahren und Jahrzehnten lebte er von Konzerten, die bis zu ihrem Tod seine Frau organisierte, und Klavierstunden.
Obwohl er weiterhin Konzerte geben wollte, war Scheitz ab 1973 bei einem Münchner Künstlerdienst als Kleindarsteller gelistet. So wurde Werner Herzogs Regieassistent Benedikt Kuby auf ihn aufmerksam. Herzog engagierte ihn als Stadtschreiber für Jeder für sich und Gott gegen alle. Zwei Jahre später drehte er mit Kuby den Kurzfilm Idola Fori oder können Eselchen lieb sein? und erneut mit Herzog Herz aus Glas. In Stroszek, seiner dritten Arbeit mit Herzog, spielte er an der Seite von Bruno S. und Eva Mattes den kauzigen Herrn Scheitz und damit eine Version von sich selbst. 1979 war er als Schreiber in der Dracula-Neuverfilmung Nosferatu – Phantom der Nacht zu sehen, wobei einige seiner Szenen herausgeschnitten wurden. Neben seiner späten filmischen Laufbahn trat Scheitz weiterhin als Pianist auf und steuerte auch Musik zu Werner Herzogs Woyzeck bei. Außerdem war er von der Spielzeit 1973/74 bis an sein Lebensende mehrfach an den Münchner Kammerspielen engagiert, wirkte an Inszenierungen von Dieter Dorn mit und spielte unter anderem mit Rosl Mayr.

### Sonstiges
Seit seinem 13. Lebensjahr interessierte sich Scheitz für Naturwissenschaften. 1934 veröffentlichte der Laie eine Schrift unter dem Titel Raum und Zeit, in der er sich mit den Grundlagen der Physik befasste, 1938 meldete er ein Patent für einen Tropfenfänger an. In einem 1978 von Thomas Honickel geführten Interview behauptete er, während des Zweiten Weltkrieges an einem Patent für eine durch Treibminen beschleunigte Rakete gearbeitet zu haben, und deswegen weder in die DDR noch in die Sowjetunion einreisen zu wollen. Ohne näher darauf einzugehen, gab er an, seit Jahren von Unbekannten unter Drogen gesetzt worden zu sein. Zudem äußerte er einige esoterische bis verschwörungstheoretische Überzeugungen: Etwa sah er wie Schopenhauer die Newtonsche Farbenlehre durch Goethe widerlegt, verteidigte den animalischen Magnetismus und glaubte weder an die Existenz der Atombombe noch an die Mondlandung. Mit dem von Hans Pfitzner geprägten Begriff „Feilgau“ bezeichnete er den „Schlüssel zu einem Universalgesetz“, das „alle derzeitigen Theorien“ widerlegen würde.
Clemens Scheitz lebte zuletzt in Haidhausen. Er starb im Oktober 1980 im Alter von 81 Jahren und wurde auf dem Münchner Waldfriedhof in einem Armengrab bestattet.

## Filmografie
- 1923: Der Regattafürst
- 1974: Jeder für sich und Gott gegen alle
- 1976: Idola Fori oder können Eselchen lieb sein? (Kurzfilm)
- 1976: Herz aus Glas
- 1977: Stroszek
- 1977: Die Jugendstreiche des Knaben Karl
- 1979: Nosferatu – Phantom der Nacht
- 1980: Polizeiinspektion 1 (Fernsehserie, 1 Episode)